# ナエオロ・アモ
ナエオロ・アモ（ナウル語: Naoero Amo、英語: Nauru First）は、ナウル共和国唯一の正式な政党。

## 思想と主要メンバー
政治的ポジションはリベラルで、キリスト教民主主義の傾向がある。結成時のメンバーはキエレン・ケケ（医者）、デビッド・アデアン（法律顧問・前財務相）、マリーン・モーゼス（前厚生相）、Roland Kun（島の漁場責任者）、ショーン・オッペンハイマー（国内最大手の民間企業のマネージャー）、Sprent Dabwido （保険労働者）だった。機関紙は不定期に発表される「The Visionary」で、官僚への厳しい批判を含んでいる。

## 選挙
2003年3月の選挙では、ナエオロ・アモの3人のメンバーが選出された。デビッド・アデアン、キエレン・ケケ、リデル・アクアの3人が当選する。ルドウィグ・スコッティ大統領によってアデアンは財務相に、ケケは厚生・スポーツ・運輸相に任命され、アクアはナウル・リン鉱石会社会長となった。スコッティは2003年8月に辞任に追い込まれたが、彼が2004年6月22日に再選されたとき、彼らは新しいポストを取り戻した。デビッド・アデアンは現在、外相と財務相である。党はスコッティ大統領を支え続けている。2007年の議会選挙では、スコッティ支持派は議会の大部分を獲得した。ナウルの政党制は流動的であり、これらの支持派のうち何人がナエオロ・アモのメンバーであるかは分かっていない。しかし、デビッド・アデアンを含めスコッティを支えている大部分のメンバーが再選したことが分かっている。